# Carsten Fiedler
Carsten Fiedler (* 20. Dezember 1969 in Rheinbach) ist ein deutscher Journalist. Seit 1. November 2023 ist Fiedler bei BurdaForward unter der Leitung von Florian Festl neben Alina Bähr und Niels Held ein weiterer Chefredakteur.

## Leben
Carsten Fiedler begann seine Laufbahn 1991 in der Euskirchener Lokalredaktion des Kölner Stadt-Anzeigers. Von 1992 bis 1994 volontierte er beim Mitteldeutschen Express in Halle/Saale. Nach seiner Rückkehr nach Köln 1994 arbeitete er zunächst als Rathausreporter für den Kölner Express, später als Chefreporter Lokales und schließlich als Ressortleiter Lokales. 2001 wechselte er als landespolitischer Korrespondent zur Berliner Morgenpost; es folgten Stationen als Ressortleiter für Berlin und Brandenburg sowie als Politischer Korrespondent für Die Welt und Berliner Morgenpost in der Hauptstadt. Bei der Rheinischen Post in Düsseldorf war er von 2007 bis 2013 als Leitender Redakteur und zentraler Blattmacher tätig. 2014 übernahm er die Chefredaktion des Kölner Express, wo er die Digitalisierung vorantrieb und zusammen mit General Manager Digital Thomas Kemmerer die Reichweite der digitalen Medienmarke express.de steigern konnte.
Von 2017 bis Ende Oktober 2023 war Fiedler Chefredakteur des Kölner Stadt-Anzeiger (in der Nachfolge von Peter Pauls). Zum 1. Mai 2020 übernahm er zusätzlich die Funktion des Geschäftsführenden Chefredakteurs Newsroom im Medienhaus Köln und verantwortet die übergeordnete publizistische Leitung des Kölner Stadt-Anzeiger und des Express. Beide Titel produzieren seit September 2017 aus einem gemeinsamen Newsroom sowohl Zeitungen als auch digitale Produkte. Fiedler wird das Regionalmedienhaus im Herbst 2023 auf eigenen Wunsch verlassen, um sich nach insgesamt 20 Jahren bei DuMont einer neuen Herausforderung zu stellen.  Zum 1. November 2023 hat Fiedler bei BurdaForward unter der Leitung von Florian Festl einen weiteren Chefredakteursposten neben Alina Bähr und Niels Held übernommen.

## Auszeichnungen
Im Jahr 2000 erhielt die Lokalredaktion Express, deren Ressortleiter Carsten Fiedler zu diesem Zeitpunkt war, den Sonderpreis der Konrad-Adenauer-Stiftung für die Einrichtung der SoKo Express, eines redaktionellen Sonderteams, das sich speziell um die Sorgen und Nöte von Lesern kümmert.
2011 Crossmedia-Award der WAN-IFRA für die Entwicklung von RP Plus, der ersten digitalen Sonntagszeitung der Rheinischen Post für iPads, KRESS Award für die Entwicklung von RP Plus.
Während seiner Zeit als Chefredakteur Express gewann die Redaktion den Lokaljournalistenpreis 2015 in der Preiskategorie ‚Geschichte‘ für die Serie Kölns letzte Kriegstage.
Für die Berichterstattung über die Vorkommnisse in der Kölner Silvesternacht 2015 erhielten die DuMont-Redaktionen von Kölner Stadt-Anzeiger, Express und Kölnischer Rundschau 2017 gemeinsam den Wächterpreis der deutschen Tagespresse.
Die Kölner Botschaft, ein Aufruf prominenter Bürger als Reaktion auf die Kölner Silvesternacht 2015, der Ende Januar 2016 zeitgleich in fünf Zeitungen aus Köln, Bonn und Düsseldorf erschien, erhielt den Deutschen Lokaljournalistenpreis 2016 der Konrad-Adenauer-Stiftung.
2020 kürte das Fachmagazin Kress Pro Fiedler zum Chefredakteur des Jahres. Begründet wurde die Auszeichnung mit seiner Einführung neuer Formate wie dem täglichen Köln-Newsletter „Stadt mit K“ sowie mit der erfolgreichen Umsetzung von Ideen, etwa der Etablierung eines aus Medizinern und Wissenschaftlern bestehenden „Corona-Expertenbeirats“ zu Beginn der Pandemie, der zum Vorbild für andere Regionalzeitungen wurde.
2023 kürte das Medium Magazin ihn und seine Kollegin Sarah Brasack zum Journalist des Jahres in der Kategorie „Chefredaktion regional“ für ihre Arbeit beim Kölner Stadt-Anzeiger.